# 马萨里克广场

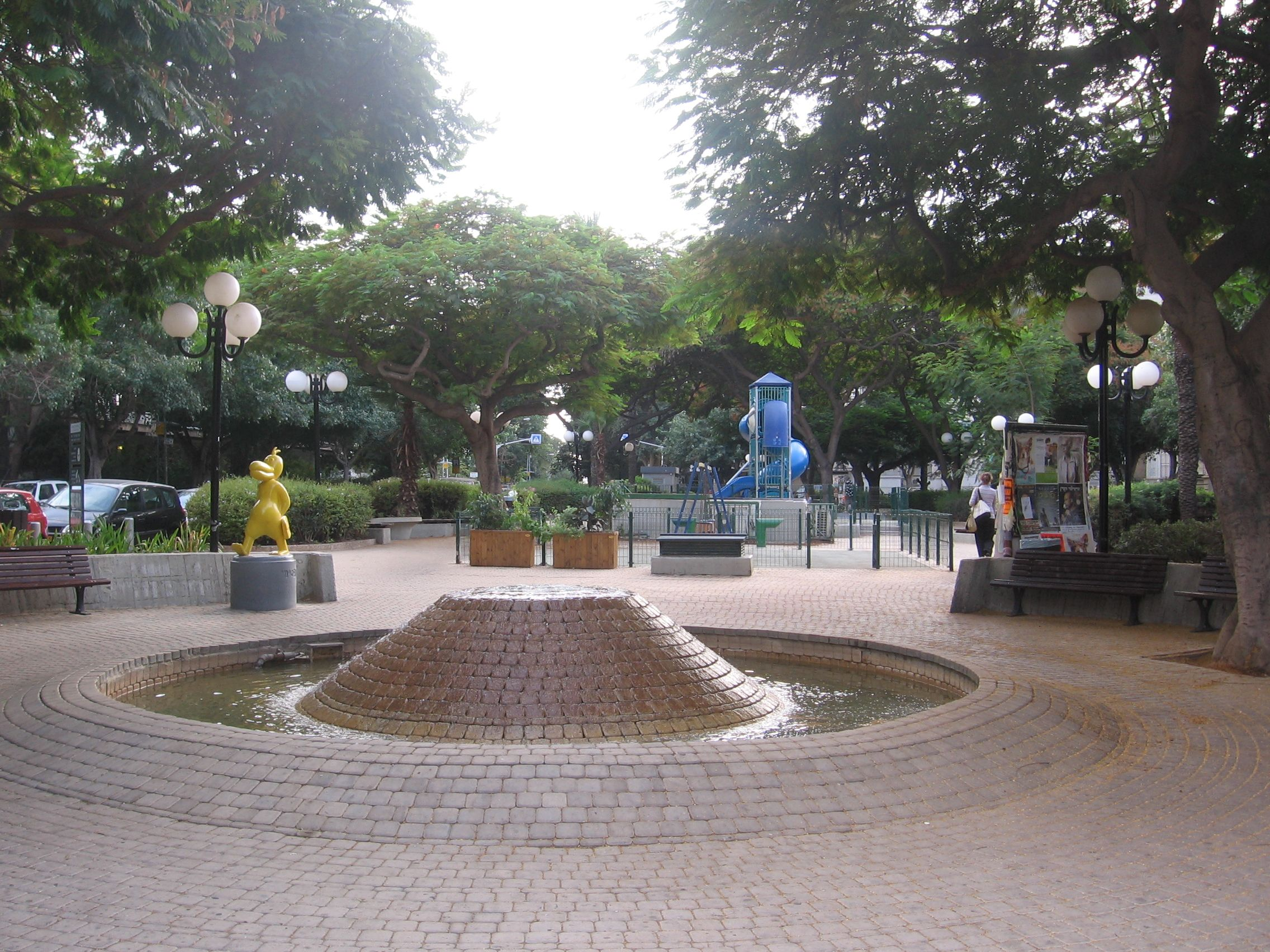
马萨里克广场

马萨里克广场（希伯來語：‎，Masaryk Square）是以色列特拉维夫的一个城市广场，位于该市市中心，以捷克斯洛伐克首任总统托马斯·马萨里克命名。
32°04′42″N 34°46′42″E / 32.07833°N 34.77833°E